# KRT23
KRT23‏ (Keratin 23) هوَ بروتين يُشَفر بواسطة جين KRT23 في الإنسان.
البروتين المُشفّر بواسطة هذا الجين ينتمي إلى عائلة الكيراتين. الكيراتينات هي بروتينات خيطية متوسطة مسؤولة عن السلامة البنيوية للخلايا الظهارية، وتنقسم إلى الكيراتين الخلوي وكيراتين الشعر. تتكون الكيراتينات الخلوية من النوع الأول من بروتينات حمضية مرتبة في أزواج من سلاسل الكيراتين غير المتجانسة. تتجمع جينات الكيراتين الخلوية من النوع الأول في منطقة الكروموسوم 17q12-q21.